# Fujiko Fujio
Fujiko Fujio (jap. 藤子 不二雄, Fujiko Fujio) war der Name eines Mangaka-Duos, das mit dem Manga Doraemon international bekannt wurde. Es bestand aus den Zeichnern Hiroshi Fujimoto (藤本 弘, Fujimoto Hiroshi; * 1. Dezember 1933 in der Präfektur Toyama; † 23. September 1996) und Motoo Abiko (安孫子 素雄, Abiko Motoo; * 10. März 1934 in der Präfektur Toyama; † 7. April 2022).

## Werdegang
Beide lernten sich bereits in der Schule kennen und veröffentlichten 1952 den ersten gemeinsamen Manga Tenshi no Tama-chan. Sie waren begeistert von den Werken Osamu Tezukas, ließen sich aber auch von Walt Disneys Schneewittchen und die sieben Zwerge beeinflussen. Nach dem Abschluss ihres Studiums 1952 nahmen beide zunächst Beschäftigungen in der Industrie an, bevor sie 1954 nach Tokio zogen, um sich dort hauptberuflich dem Zeichnen zu widmen. Sie veröffentlichten weitere Manga in Magazinen und gewannen an Popularität.
Hiroshi und Motoo gründeten Anfang der 1960er Jahre das Animationsstudio Studio Zero gemeinsam mit Shin’ichi Suzuki (鈴木 伸一), Shōtarō Ishinomori, Jirō Tsunoda, Kiyoichi Tsunoda und einem weiteren Mitarbeiter. Später schloss sich Fujio Akatsuka an. Das Studio beschäftigte zeitweise bis zu 80 Mitarbeiter und produzierte Anime-Serien nach den Werken von Fujiko Fujio und anderen. Auch während dieser Zeit brachten beide Zeichner weitere Manga heraus.
Fujimoto Hiroshi begann mit den Arbeiten an Doraemon 1970 und legte in der Folge seinen Schwerpunkt auf Manga-Serien für Kinder. Obwohl Doraemon zunächst nicht besonders viel Beachtung fand, wurde die Figur mit der Ausstrahlung einer dazugehörigen Anime-Serie ab 1973 in ganz Japan bekannt. Motoo Abiko schrieb in dieser Zeit Black Salesman (später in Warau Salesman umbenannt) und das autobiografische Werk Manga-michi. Motoo Abikos Zielgruppe waren junge Erwachsene.
Die beiden Zeichner trennten sich 1987 und veröffentlichten ihre Werke seitdem unter eigenen Namen. Fujimoto Hiroshi nannte sich Fujiko F. Fujio (藤子・Ｆ・不二雄) und Motoo Abiko wählte den Namen Fujiko Fujio A (藤子不二雄Ⓐ). Fujiko F. Fujio widmete sich bis zu seinem Tod 1996 hauptsächlich Doraemon, während Fujiko Fujio A weitere Manga des Seinen-Genre schuf.

## Werke

### Gemeinsame Werke
- Tenshi no Tama-Chan
- Obake no Q-tarō (オバケのQ太郎 Obake Qtarō), 1964–1969, 1971–1974

### Werke als Fujiko F. Fujio
- Perman, 1966–1968, 1983–1986
- 21-emon, 1968–1969, 1981
- Moja-ko, 1969–1970
- Ume-boshi Denka, 1969
- Doraemon, 1970–1996
- Kiteretsu Daihyakka, 1974–1977
- ESPer Mami, 1977–1982
- Chimpui, 1985, 1987–1988

### Werke als Fujiko Fujio A
- Ninja Hattori-kun, 1964–1968, 1981–1988
- Kaibutsu-kun, 1965–1969, 1972, 1980–1982
- Warau Salesman, 1968–1971, 1989–1996
- Manga-michi, 1970–1972, 1977–1982, 1986–1988, 1989–1990
- Mataro ga Kuru!!, 1972–1975
- Pro Golfer Saru, 1974–1980, 1982–1988, 1989
- Shadow Shōkai Henkiro, 1976–1977
- Shōnen Jidai, 1978–1979

## Auszeichnungen
- 1982 – 27. Shōgakukan-Manga-Preis für Doraemon (Kategorie Kinder)
- 1997 – 1. Osamu-Tezuka-Kulturpreis für Doraemon

## Museum
Am 3. September 2011 wurde in Kawasaki (Kanagawa), dem langjährigen Wohnort von Fujiko F. Fujio, das Fujiko F. Fujio Museum eröffnet.